# MHV
MHV es un artista mexicano productor de música electrónica experimental.
Su trabajo se dio a conocer en las primeras compilaciones de Discos Konfort bajo el seudónimo de Metaculto, un proyecto completamente orientado a la experimentación sonora.
Es parte del sello Discos Konfort. 

## Discografía
- 2004 - MHV. EP04
- 2006 - V/A. Elektronic Space 2